# Burnham (Maine)
Burnham ist eine Town im Waldo County des Bundesstaates Maine in den Vereinigten Staaten. Im Jahr 2020 lebten dort 1096 Einwohner in 687 Haushalten auf einer Fläche von 106,76 km².

## Geographie
Nach dem United States Census Bureau hat Burnham eine Gesamtfläche von 106,76 km², von der 100,72 km² Land sind und 6,03 km² aus Gewässern bestehen.

### Geographische Lage
Burnham liegt im Nordwesten des Waldo Countys und grenzt an das Somerset County im Nordwesten und das Kennebec County im Südwesten. Der Sebasticook River fließt in südliche Richtung durch die Town. Er bildet einen Teil ihrer westlichen Grenze, jedoch gibt es zentral gelegen ein Gebiet, welches westlich des Sebasticook River liegt. Im Südosten grenzt der Unity Pond an das Gebiet. Die Oberfläche ist eben, ohne nennenswerte Erhebungen.

### Nachbargemeinden
Alle Entfernungen sind als Luftlinien zwischen den offiziellen Koordinaten der Orte aus der Volkszählung 2010 angegeben.
- Norden: Pittsfield, Somerset County, 14,5 km
- Nordosten: Detroit, Somerset County, 11,4 km
- Osten: Troy, 10,6 km
- Süden: Unity, 13,3 km
- Südwesten: Unity, Kennebec County, Unorganized Territory, Kennebec County, 7,5 km
- Westen: Clinton, Kennebec County, 16,4 km

### Stadtgliederung
In Burnham gibt es mehrere Siedlungsgebiete: Burnham, Burnham Junction, Burnham Village, Dodge Corner, Oakwood, Reynolds Corner, Twitchell Corner und Winnecook.

### Klima
Die mittlere Durchschnittstemperatur in Burnham liegt zwischen −7,8 °C (18 °F) im Januar und 20,0 °C (68 °F) im Juli. Damit ist der Ort gegenüber dem langjährigen Mittel der USA um etwa 9 Grad kühler. Die Schneefälle zwischen Oktober und Mai liegen mit bis zu zweieinhalb Metern mehr als doppelt so hoch wie die mittlere Schneehöhe in den USA; die tägliche Sonnenscheindauer liegt am unteren Rand des Wertespektrums der USA.

## Geschichte
Burnham wurde am 4. Februar 1824 als Town organisiert. Das Gebiet war zuvor als Twenty-five Mile Pond Plantation organisiert worden. Bereits 1804 wurde aus dem Gebiet der Plantation die Town Unity organisiert. Im Jahr 1873 wurde das westlich des Sebasticook River gelegene Gebiet Clinton Gore zum Gebiet der Town hinzugenommen.
In Burnham traf sich eine Bahnstrecke der Maine Central Railroad (MEC) mit der Strecke der Belfast and Moosehead Lake Railroad (B&ML) und einer nie fertiggestellten Verlängerung der Strecke der Wiscasset, Waterville and Farmington Railway (WW&F). Heute wird die von der Maine Central Railroad bzw. ihren Vorgängern errichtete Strecke Bahnstrecke Cumberland Center–Bangor im Güterverkehr durch die Pan Am Railways betrieben. Die Bahnstrecke Burnham Junction–Belfast der B&ML ist heute Eigentum des Bundesstaats Maine, jedoch ohne Zugverkehr. Die Bahnstrecke Wiscasset–Burnham der WW&F wurde zu Beginn des 20. Jahrhunderts bis in die Nähe von Burnham verlängert, jedoch nie regulär betrieben. Der Rest der WW&F-Strecke wurde 1933 stillgelegt und bald darauf abgebaut.

### Einwohnerentwicklung
| Volkszählungsergebnisse – Town of Burnham, Maine | Volkszählungsergebnisse – Town of Burnham, Maine | Volkszählungsergebnisse – Town of Burnham, Maine | Volkszählungsergebnisse – Town of Burnham, Maine | Volkszählungsergebnisse – Town of Burnham, Maine | Volkszählungsergebnisse – Town of Burnham, Maine | Volkszählungsergebnisse – Town of Burnham, Maine | Volkszählungsergebnisse – Town of Burnham, Maine | Volkszählungsergebnisse – Town of Burnham, Maine | Volkszählungsergebnisse – Town of Burnham, Maine | Volkszählungsergebnisse – Town of Burnham, Maine |
| Jahr                                             | 1800                                             | 1810                                             | 1820                                             | 1830                                             | 1840                                             | 1850                                             | 1860                                             | 1870                                             | 1880                                             | 1890                                             |
| ------------------------------------------------ | ------------------------------------------------ | ------------------------------------------------ | ------------------------------------------------ | ------------------------------------------------ | ------------------------------------------------ | ------------------------------------------------ | ------------------------------------------------ | ------------------------------------------------ | ------------------------------------------------ | ------------------------------------------------ |
| Einwohner                                        |                                                  |                                                  |                                                  | 409                                              | 602                                              | 784                                              | 857                                              | 788                                              | 967                                              | 846                                              |
| Jahr                                             | 1900                                             | 1910                                             | 1920                                             | 1930                                             | 1940                                             | 1950                                             | 1960                                             | 1970                                             | 1980                                             | 1990                                             |
| Einwohner                                        | 766                                              | 733                                              | 643                                              | 664                                              | 643                                              | 706                                              | 755                                              | 802                                              | 951                                              | 961                                              |
| Jahr                                             | 2000                                             | 2010                                             | 2020                                             | 2030                                             | 2040                                             | 2050                                             | 2060                                             | 2070                                             | 2080                                             | 2090                                             |
| Einwohner                                        | 1142                                             | 1164                                             | 1096                                             |                                                  |                                                  |                                                  |                                                  |                                                  |                                                  |                                                  |

## Kultur und Sehenswürdigkeiten

### Bauwerke
In Burnham wurde ein Bauwerk unter Denkmalschutz gestellt und ins National Register of Historic Places aufgenommen.
- Springdale Farm, 2000 unter der Register-Nr. 00000374.[8]

## Wirtschaft und Infrastruktur

### Verkehr
Die Interstate 95 verläuft in nordsüdlicher Richtung durch den Teil der Town, der westlich des Sebasticook Rivers liegt, ebenso wie die Maine Street 100.

### Öffentliche Einrichtungen
Es gibt keine medizinischen Einrichtungen in Burnham. Die nächstgelegenen befinden sich in Pittsfield und Waterville.
In Burnham gibt es keine Bücherei. Die nächstgelegene befindet sich in Pittsfield und Unity.

### Bildung
Burnham gehört mit Pittsfield und Detroit zum Maine School Administrative District #53.
Im Schulbezirk werden mehrere Schulen angeboten:
- Manson Park School in Pittsfield, Pre-Kindergarten und Kindergarten,
- Vickery School in Pittsfield, mit den Schulklassen 1 bis 4,
- Warsaw Middle School in Pittsfield, mit den Schulklassen 5 bis 8,
- Alternative Education wird als Alternative für die High School angeboten.